# Hoog-Caestert
Hoog-Caestert (Limburgs: Hoegkeasjtert) is een buurtschap en voormalig dorp in de Nederlandse provincie Limburg. De buurtschap ligt ten zuiden van Eijsden en valt gemeentelijk onder de gemeente Eijsden-Margraten. Tot 31 december 2010 maakte het dorp deel uit van de gemeente Eijsden. Tegenwoordig is het onderdeel van het dorp Eijsden. In 2002 woonden er in Hoog-Caestert 139 mensen. Hoog-Caestert ligt aan het riviertje de Voer.
De naam van de plaats is vroeger ook geschreven als Hoog-Caster, Caffstert, Calfstert en Cawester. De bebouwing is gelegen rond de Kapelkesstraat, parallel aan het spoor van Maastricht naar Luik in België. Dichtbij bevindt zich het station. Verder naar het westen ligt Laag-Caestert.

## Bezienswaardigheden
- De Breustermolen, in de 13e eeuw een banmolen, sinds 1972 niet meer in bedrijf. De Muggemolen is niet te bezichtigen.
- De Kerenshoeve uit 1695. Het woonhuis dateert uit 1720.